# عاشق شدن

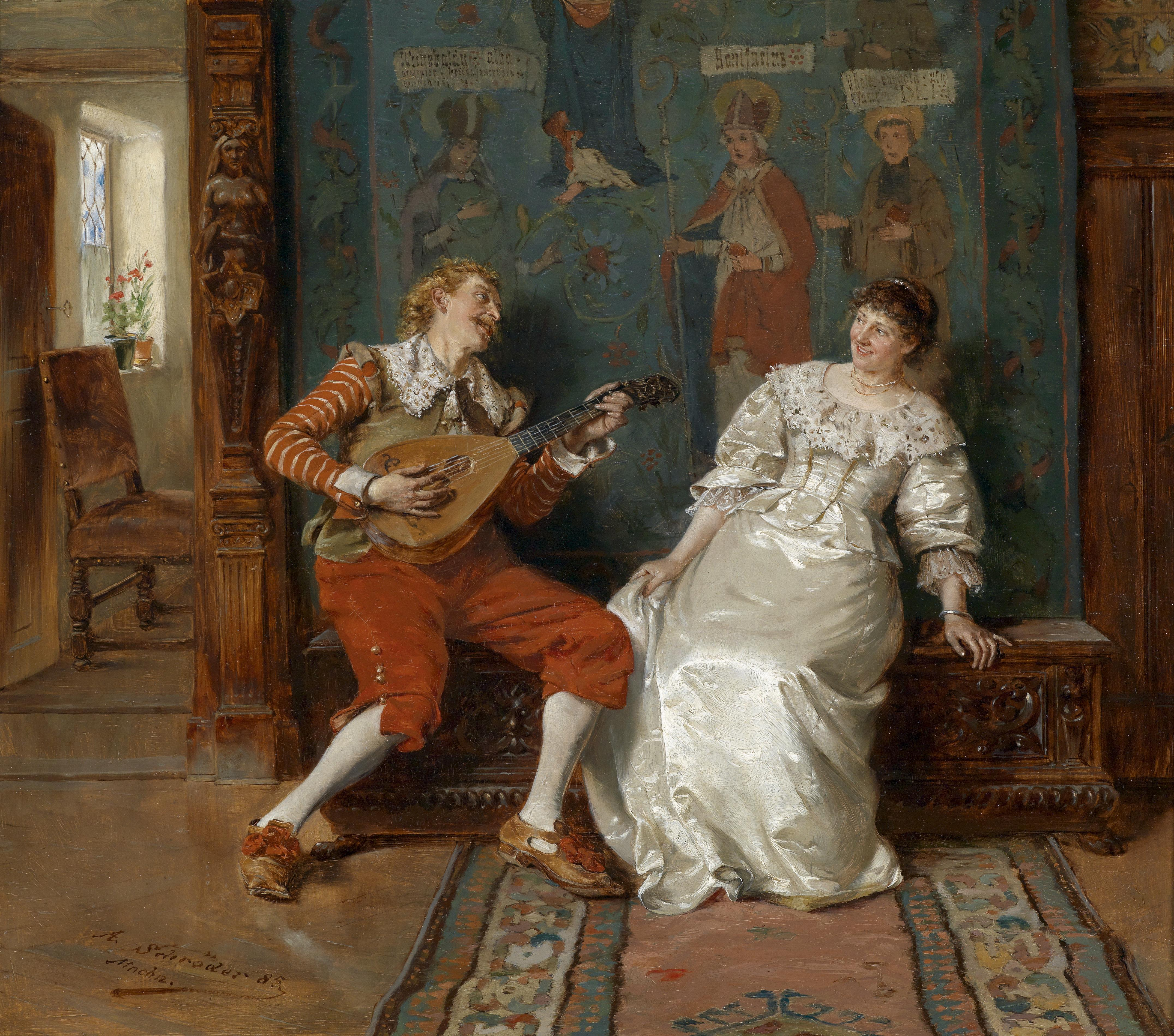
آلبرت شرودر - Musikalische Unterhaltung (حدود ۱۸۸۵).

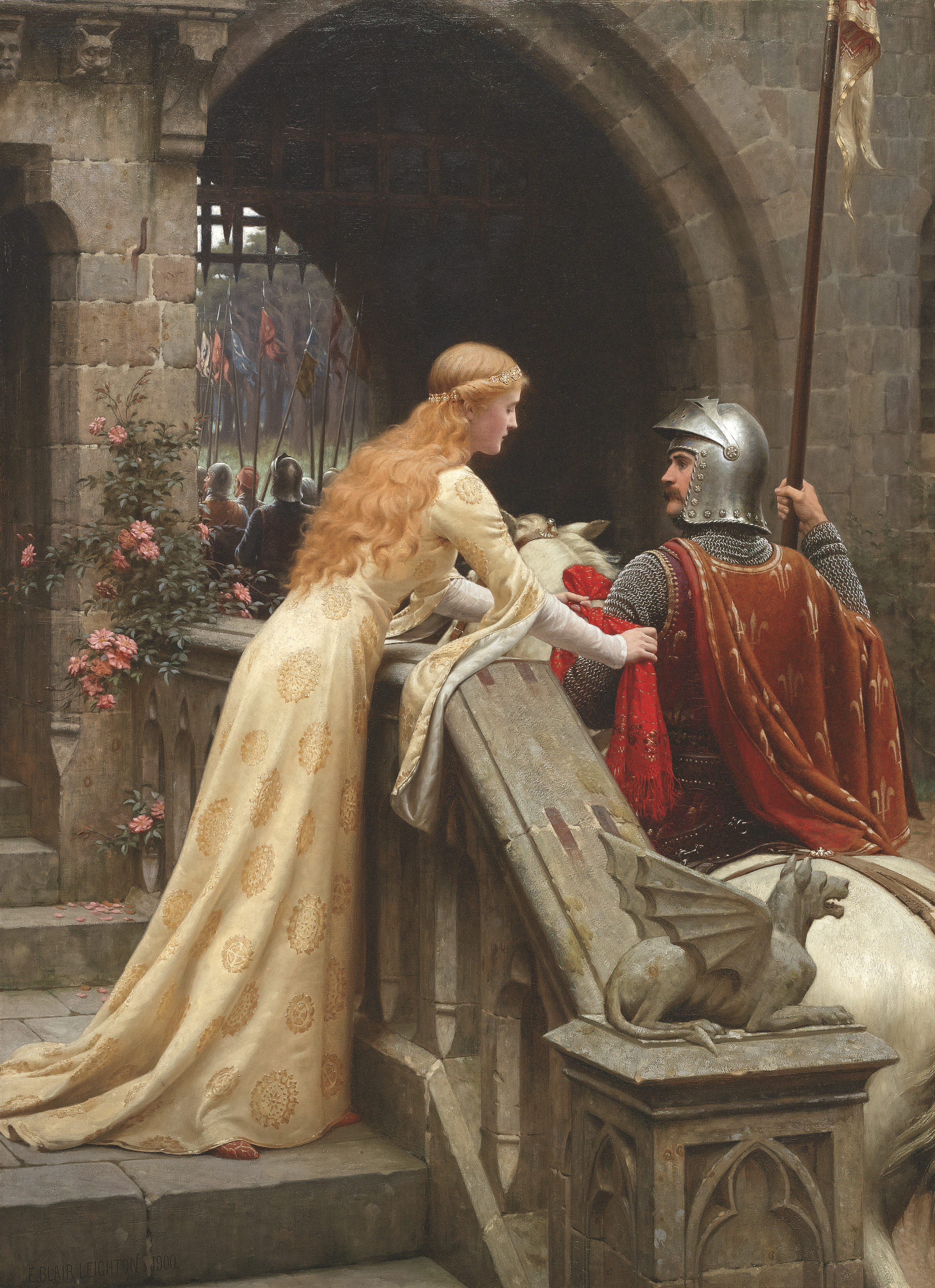
خدا به همراهت اثر هنرمند انگلستانی ادموند لیتون، ۱۹۰۰: به تصویر کشیدن یک شوالیه زرهی که برای جنگ عزیمت می‌کند و معشوق خود را ترک می‌کند

عاشق شدن (به انگلیسی: Falling in love) عبارت است از ایجاد احساسات شدید دلبستگی و عشق، معمولاً نسبت به شخص دیگری.
این عبارت استعاری است و تأکید می‌کند که این فرایند، مانند عمل فیزیکی سقوط، ناگهانی، غیرقابل‌کنترل است و عاشق را در حالت آسیب‌پذیر رها می‌کند، مشابه «سقوط» یا «افتادن به دام».
همچنین ممکن است اهمیت مراکز پایین مغز را در روند کار منعکس کند، که می‌تواند مغز منطقی و حسابدار را به این نتیجه برساند (به قول جان کلیس) که «این عاشق شدن معمول بسیار عجیب است. . . . مرز آن به علم غیب مربوط می‌شود.».

## برای مطالعهٔ بیشتر
- Robert J Sternberg and Karen Sternberg, editors. The New Psychology of Love. Yale University Press, 2008.
- Denis de Rougemont, Love in the Western World. Pantheon Books, 1956.
- Eric Fromm, The Art of Loving (1956)
- Francesco Alberoni, Falling in Love (New York, Random House, 1983)
- رولان بارت، A Lover's Discourse (1990)